# Erik Falk (industriman)
Erik Falk, född 7 september 1875, död 2 maj 1952, var en svensk industriman, bror till Albert Falk.
Efter anställning i olika firmor i Sverige och utomlands blev Falk 1902 direktör för AB Vulcanus och 1910 direktör för AB Svenska metallverken i Västerås. Han tillhörde styrelsen för flera nordiska metallbolag som Metall A/S i Köpenhamn, där han var ordförande från 1920.
Vid sidan av sitt chefskap inom metallindustrin utförde Falk ett framgångsrikt kommunalpolitiskt arbete, och sitt historiska intresse dokumenterade han i flera skrifter, bland annat om Ludvika kyrka och Ludvika bruks ägare.